# Tomáš Drobík
Tomáš Drobík (* 4. prosince 1973 Vsetín) je český ekumenický teolog.

## Život
V květnu roku 1992 maturoval na Gymnázium Křenová Brno.
Od září 1992 do června 1993 absolvoval pomaturitní pobyt na Teologickém semináři.
V letech 1993 do 2001 studoval na Evangelická teologická fakulta Univerzity Karlovy v Praze. V rámci denního studia absolvoval v letech 1999 - 2000 dvousemestrální studium na Katolické a Evangelické teologické fakultě na Johannes Guttenberg Universität v Mainzu, spolu s praktikem v místní lutherské farnosti.
Od 1. října 2001 do 30. září 2002 působil jako vikář ve Farním sboru v Praze 8 – Kobylisích u tamního faráře Jiřího Petra Štorka. Pověřen ke službě slova a svátostí (ordinován) byl 14. září 2002, na Svátek Povýšení sv. kříže. Ve své závěrečné práci se věnoval Rituálům v pastoraci. 
V kobyliském farním sboru následně působil v letech 2002 - 2006. Kromě běžné farní práce se věnoval také pastorační práci v Psychiatrické léčebně v Bohnicích a v hospici Štrasburg. Na starosti měl také ekumenickou komunitu LOGOS, která sdružuje věřící gaye a lesby a jejich blízké.
Od září 2006 do června 2007 působil jako asistent katedry Praktické teologie Husitské teologické fakulty Univerzity Karlovy v Praze.
V letech 2008 - 2010 působil jako farář ve Farním sboru v Bošíně. 
Aktuálně je zaměstnán v komerčním sektoru jako poradce. Jako duchovní působí ve veřejném prostoru a v místech, kde je potřeba.
Angažuje se v Evangelické liturgické iniciativě Coena.
Od roku 2006 je členem správní rady Nadace Divoké husy.